# 托塔纳
托塔纳，是西班牙穆尔西亚自治区的一个市镇。总面积289平方公里，总人口24657人（2001年），人口密度85人/平方公里。

## 地理
托塔纳位於穆爾西亞地區的東南象限。該市北部與穆拉接壤，東部與阿爾哈馬接壤，南部與馬薩龍和洛爾卡接壤，西部與洛爾卡和阿萊多接壤。